# 張光憻
張光憻（越南语：／，1833年—1914年10月18日），本名張登憻，建福帝即位後，避諱“登”字，改今名。字子明，號菊溪。越南阮朝官員。

## 生平
張光憻是廣義省思義府平山縣人，明命十四年（1833年）七月，在順化京城出生。其父是輔政大臣綏盛郡公張登桂，其母是尊女氏玉梨。
嗣德八年（1855年），張光憻在鄉試乙卯科承天場中考中秀才。嗣德二十一年（1868年），張光憻領兵前往諒山清剿清朝股匪，接連獲勝，被任命為安定縣知縣。後升任清化山防使。嗣德二十八年（1875年），升任清化布政使，兼山防使。
嗣德三十二年（1879年），張光憻署寧太總督，兼充靖邊副使，總督諒平寧太軍務，時稱“三印節度使”。在法國軍隊侵略北圻期間，他協同清朝軍隊對抗法軍的入侵。但被法軍擊敗，北寧失陷。嗣德三十六年（1883年），阮朝朝廷與法國簽訂《第一次順化條約》。阮朝派吏部尚書阮仲合前往北圻，要求北圻的越南軍隊放棄抵抗，但遭到張光憻和黃繼炎的拒絕。
越南淪為法國的保護國之後，張光憻被召回順化京城。他遭到彈劾，降職為廣治巡撫。尊室說起兵反抗法國的殖民統治，失敗後，挾持咸宜帝逃往廣治省，受到張光憻的禮待，接應進入廣治城。尊室說奉咸宜帝出奔新所城，但慈裕、莊懿、學妃三宮拒絕前往，便由張光憻護送回到了順化。
同慶元年（1886年），同慶帝降張光憻為廣義布政使。成泰元年（1889年），成泰帝繼位，張光憻被任命為第四輔政大臣，領吏部尚書，充機密院大臣，與綏理王阮福綿寊、懷德郡王阮福綿㝝、阮仲合共同執掌朝政。同年三月，兼任國史館總裁，但兩個月後因事務繁重，辭去總裁一職。
成泰二年（1890年）正月，張光憻升署協辦大學士。同年三月，改領禮部尚書。成泰三年（1891年）正月，實授協辦大學士。成泰四年（1892年）四月，升署東閣大學士，後實授。成泰八年（1896年）五月，請辭輔政大臣之職獲准。同年九月，再任國史館總裁，兼管國子監。成泰十年（1898年）正月，加太子少傅銜。
成泰十二年（1900年）十一月，張光憻以太子少傅東閣大學士充國史館總裁經筵講官兼管國子監身份致事。維新二年（1908年）九月，獲賜一面金磬。維新六年（1912年）三月，張光憻八十大壽，維新帝令廣義省臣前往家中賜予銀幣祝壽。
維新八年八月二十九日（1914年10月18日），張光憻在家中去世，壽八十二歲，朝廷追贈太保，賜諡文毅。

## 作品
張光憻著有詩文集《張菊溪守拙錄》。

## 家庭

### 妻妾
- 一品夫人陳氏忭，成泰十四年十一月十二日在春京去世。
- 二房夫人范氏洽，慈裕太太皇太后的姪女。
- 第三夫人黎氏釵
- 第四夫人楊氏簪
- 第五夫人范氏平
- 第六夫人陶氏鐘

### 子女
張光憻共有十五子十八女。
- 長子張光恒，早夭
- 次子張光㥣，廕生
- 三子張光愃，早夭
- 四子張光愭，著作
- 五子張光惠，母阮氏籣
- 六子張光意，母范氏洽，侍讀學士
- 七子張光恂，早夭
- 八子張光恮，母楊氏簪，廕生
- 九子張光慣，經歷
- 十子張光恪，廕生
- 十一子張光戀，廕生
- 十二子張光慰，母黎氏釵，典簿
- 十三子張光惪，廕生，正室是延祿郡公阮紳之女
- 十四子張光𢜫
- 十五子張光卯，早夭
- 長女張氏麗婉，一品夫人生，嫁承派阮謙之子阮譢
- 次女張氏麗姬，阮氏籣生
- 三女張氏麗妙，一品夫人生，嫁奇偉郡公阮文祥之子阮文禩
- 四女張氏麗奎，早夭
- 五女張氏麗娟
- 六女張氏麗姚，早夭
- 七女張氏麗嫣，阮氏籣生
- 八女張氏麗妱，一品夫人生
- 九女張氏麗娀，范氏洽生，嫁尊室栯
- 十女張氏麗媖，早夭
- 十一女張氏麗淑，楊氏簪生
- 十二女張氏麗娥，楊氏簪生，嫁陳叔璉
- 十三女張氏麗妧，黎氏釵生，嫁文明殿大學士尊室訢之子，秀才尊室訪
- 十四女張氏麗珠，嫁總督尊室澹之子
- 十五女張氏麗祿
- 十六女張氏麗婷
- 十七女張氏麗婔，早夭
- 十八女張氏麗妤，早夭